# Chloropoea carpenteri
Chloropoea carpenteri är en fjärilsart som beskrevs av Edward Bagnall Poulton 1918. Chloropoea carpenteri ingår i släktet Chloropoea och familjen praktfjärilar. Inga underarter finns listade i Catalogue of Life.